# Glenury Royal

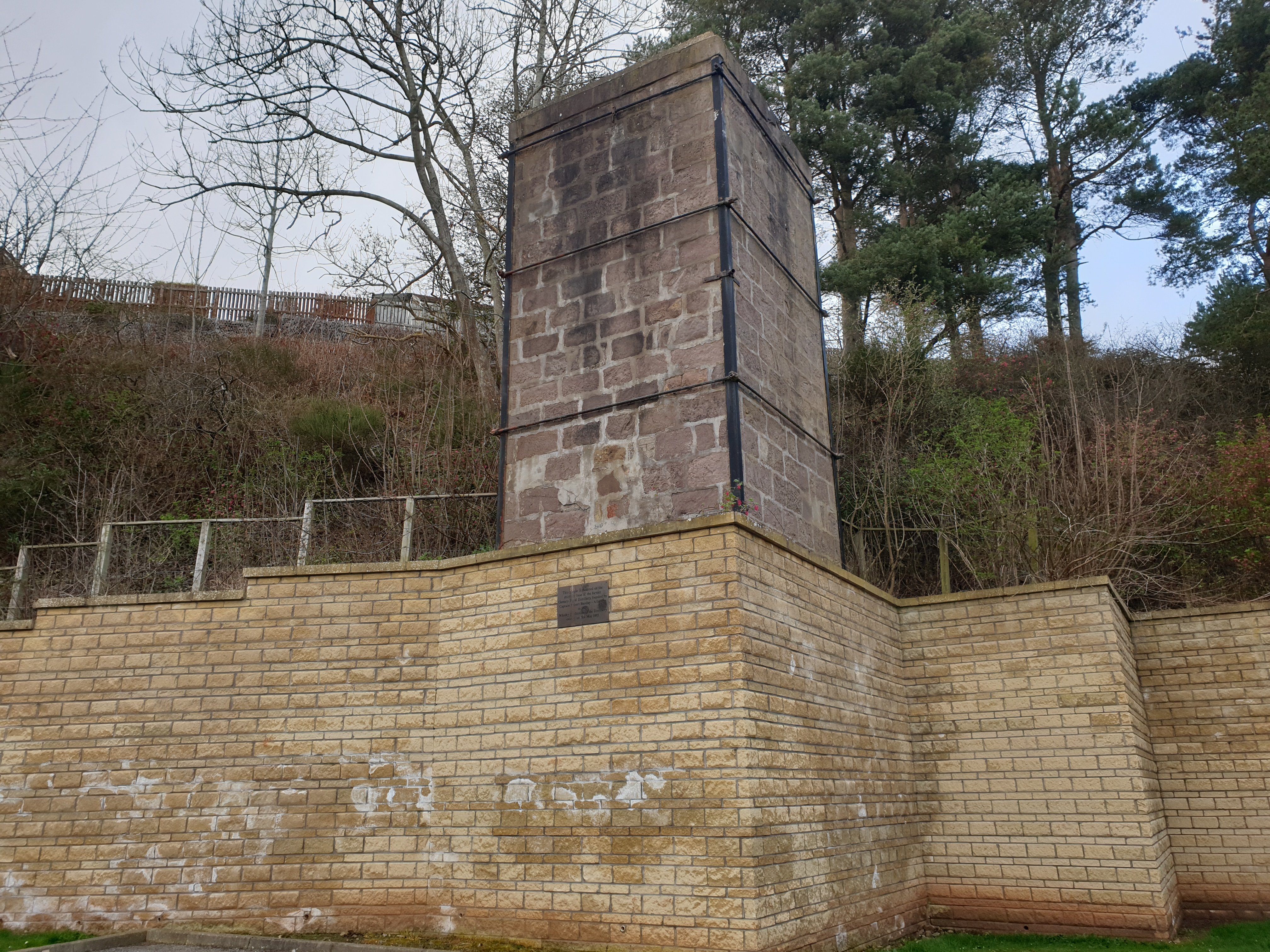
Restant van de schoorsteen

Glenury Royal of kortweg Glenury is een voormalige whiskydistilleerderij die in 1824 werd opgericht door onder meer Robert Barclay en was gelegen ten noorden van Stonehaven in Aberdeenshire aan de oostkust van Schotland.
Het nabij gelegen Glen in het district Ury verleende zijn naam aan deze distilleerderij.
De gebouwen bevonden zich tussen de rivier de Cowie Water en de spoorlijn naar Aberdeen.
De Cowie Water zette vroeger een watermolen in werking om de machines in de distilleerderij aan te drijven. Het water van deze rivier werd tot en met de sluiting van de distilleerderij gebruikt als productiewater.
In de loop der jaren veranderde de distilleerderij een aantal keer van eigenaar.
Ze werd gekocht door William Ritchie uit Glasgow in 1857, verkocht aan Associated Scottish Distillers in 1938 en overgenomen door Distiller Company Ltd. in 1953 en later door Scottish Malt Distillers Ltd.
Tussen 1960 en 1965 werden de 2 bestaande stills, 1 wash still en 1 spirit still, omgebouwd van kolen- naar stoomverwarmd en werden er 2 extra stills bijgeplaatst.
In 1985 werd Glenury Royal gesloten, de licentie werd in 1992 geannuleerd, de grond en gebouwen werden verkocht aan een bouwpromotor. De gebouwen werden enige tijd later afgebroken om plaats te maken voor woningen.
Op de plaats waar ooit de schoorsteen stond bevindt zich een gedenksteen.